# Celephaïs
Celephaïs (Celefais según su castellanización) es un relato del escritor estadounidense H. P. Lovecraft escrito en noviembre de 1920 y publicado en mayo de 1922 en Rainbow.

## Argumento
El protagonista es el último de su estirpe. Vive en una buhardilla entre las muchedumbres indiferentes de Londres. Perdidas sus tierras y fortuna, prefiere vivir en un mundo onírico donde se hace llamar Kuranes. Sus escritos sobre estas visiones de ensueño despiertan la hilaridad entre los editores, por lo que deja de escribir.
Kuranes vuelve al mundo de la infancia. Sueña con la casa de sus antepasados, donde él nació. Desde aquí, baja hasta el pueblo cercano. Pero éste lleva muchos años deshabitado. Prosigue su caminata hasta llegar a los acantilados del canal, hasta el precipicio y el abismo donde el mundo entero se desploma en una vacuidad infinita, y donde el cielo por delante se halla en tinieblas, despojado de luna y estrellas. Desciende flotando por el abismo hasta que una especie de falla se abre en la oscuridad

y vio la ciudad del valle, refulgiendo de forma radiante a lo lejos, lejos y abajo, con el trasfondo del mar y del cielo, y la montaña cubierta de nieves al pie de la orilla.

En ese momento de vislumbre se despierta. Pero lo hace sabiendo que la ciudad es Celephaïs, en el valle de Ooth-Nargai, más allá de las colinas Tanarias, visitada cuarenta años atrás en un sueño infantil, interrumpido cuando iba a embarcar en una galera dorada rumbo a esas regiones donde el mar se reúne con el cielo.
Tres noches después vuelve a hacer el mismo recorrido. Pero esta vez sí desciende hasta el valle de Ooth-Nargai. Cruza el río Naraxa por un puentecillo de madera, así como una arboleda susurrante y llega al gran puente de piedra que lleva a las puertas de la ciudad. Esta sigue tal cual la viera en la infancia.
Cruza las puertas broncíneas pisando el pavimento de ónice. Los mercaderes y camelleros le saludan como si nunca se hubiese ido, así como los sacerdotes del templo de turquesa de Nath-Horthath, que le dicen que allí no existe el tiempo, sino sólo juventud eterna. Contempla el monte Aran y en el puerto a las galeras llegadas allende los mares. Encuentra al capitán Athib, el mismo que le había prometido años atrás enrolarlo en su galera. Llegados a esta, bogan sobre el mar Cerenio, que conduce hasta el cielo. Alcanzado el horizonte, la galera flota por el azul celeste entre las nubes. Pero cuando empiezan a divisarse las torres de Serannian, la ciudad de mármol rojo de las nubes, un sonido indeterminado hace despertar a Kuranes.
En las noches siguientes, visita otros mundos maravillosos, pero no logra retomar el sueño interrumpido. Recurre al hachís, aumentando progresivamente las dosis, hasta que se le acaba el poco dinero que tiene. Lo desahucian de la buhardilla y vagabundea por las calles, llegando a un lugar de casas míseras.

Y entonces llegó la culminación, y se encontró con el cortejo de caballeros llegados de Celephaïs para llevarlo allí por siempre.

Atrás queda su cadáver flotando en las fangosas aguas de un canal.